# Danny Olsen
Danny Olsen (født 11. juni 1985) er en tidligere dansk professionel fodboldspiller, der har spillet for Rosenhøj, Hvidovre IF, AB, FC Nordsjælland, FC Midtjylland, AGF og Hobro IK

## Karriere
Danny Olsen spillede 29 kampe og scorede 10 mål i perioden hos FCN. Han blev præsenteret i januar 2007 som en del af FCM's spillertrup. Han havde  kontrakt hos FC Midtjylland frem til udgangen af 2013, hvor han skiftede til AGF.

### AGF
I AGF fik Danny Olsen en kontrakt for 3½ år gældende fra 1. januar 2014. Her måtte han dog med sin nye klub rykke ud af Superligaen, og han var i den forbindelse interesseret i at komme væk, hvilket dog ikke lykkedes. Olsen blev dog i AGF og var med til at spille holdet tilbage i Superligaen, hvor han efter genforeningen med sin tidligere træner i FCM, Glen Riddersholm, i sommeren 2016 blev udnævnt til én af holdets ledergruppe.
Ved kontraktudløb den 30. juni 2017 blev AGF og Danny Olsen ikke enige om en forlængelse.

### Hobro IK
Olsen skrev den 5. juli 2017 under på en toårig kontrakt med Hobro IK på en fri transfer, hvor han blev tildelt trøje nummer 9. I den anden af de to sæsoner, kontrakten løb over, var han meget skadesramt, og han valgte derfor at indstille sin aktive karriere ved kontraktens udløb i sommeren 2019.

## Landsholdskarriere
Danny Olsen var med på ligalandsholdets tur til Asien i 2009, hvor han spillede to uofficielle kampe og scorede et mål.
Han fik sin officielle debut på Danmarks fodboldlandshold i venskabskampen mod England 5. marts 2014 i 0-1 nederlaget på Wembley. Med AGF's nedrykning samme sæson kom han imidlertid ikke igen i betragtning til A-landsholdet.

## Personlige forhold
Danny Olsen er gift og har to døtre. Hans tvillingebror er fodboldspilleren Kenni Olsen.